# Kiel (anatomie)
Een kiel is een morfologisch of anatomisch kenmerk dat gewoonlijk betrekking heeft op een opstaande rand.
In de plantenmorfologie zijn de termen "kiel" of "gekield" beschrijvende termen die verschillende dingen kunnen betekenen:
- Bij een gekield blad vormt de hoofdnerf van de bladschijf een naar de onderzijde van het blad scherp uitstekende lijst.
- Bij vlinderbloemigen bestaat de kiel van de bloem uit twee vergroeide kroonbladen.

dieren
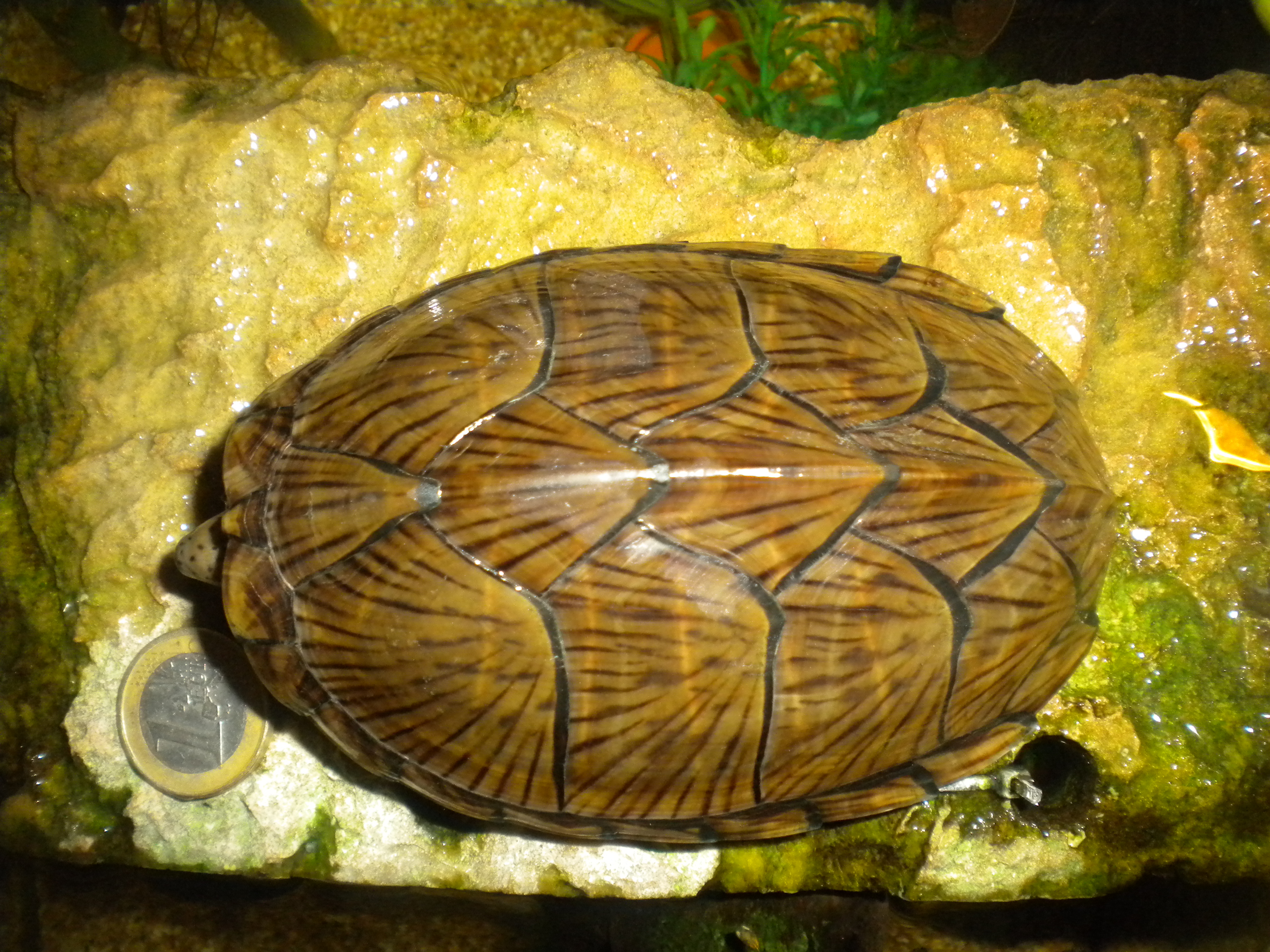
Gekield schild van de gekielde muskusschildpad
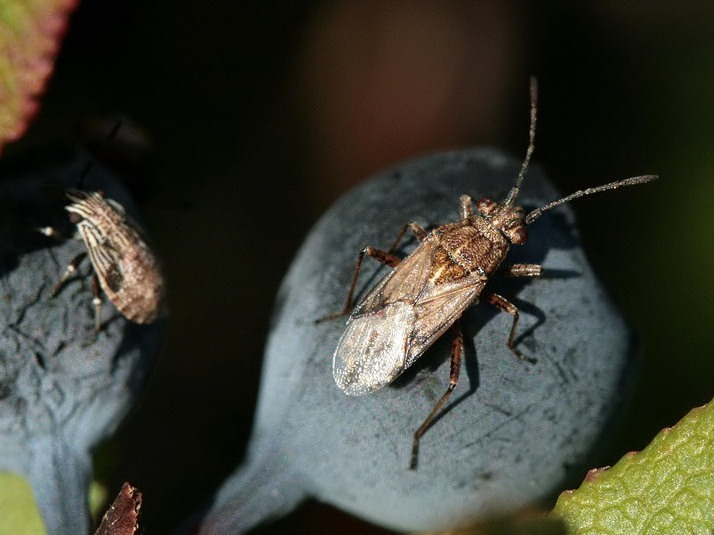
Bleke kiel op het schildje van de gekielde nysius
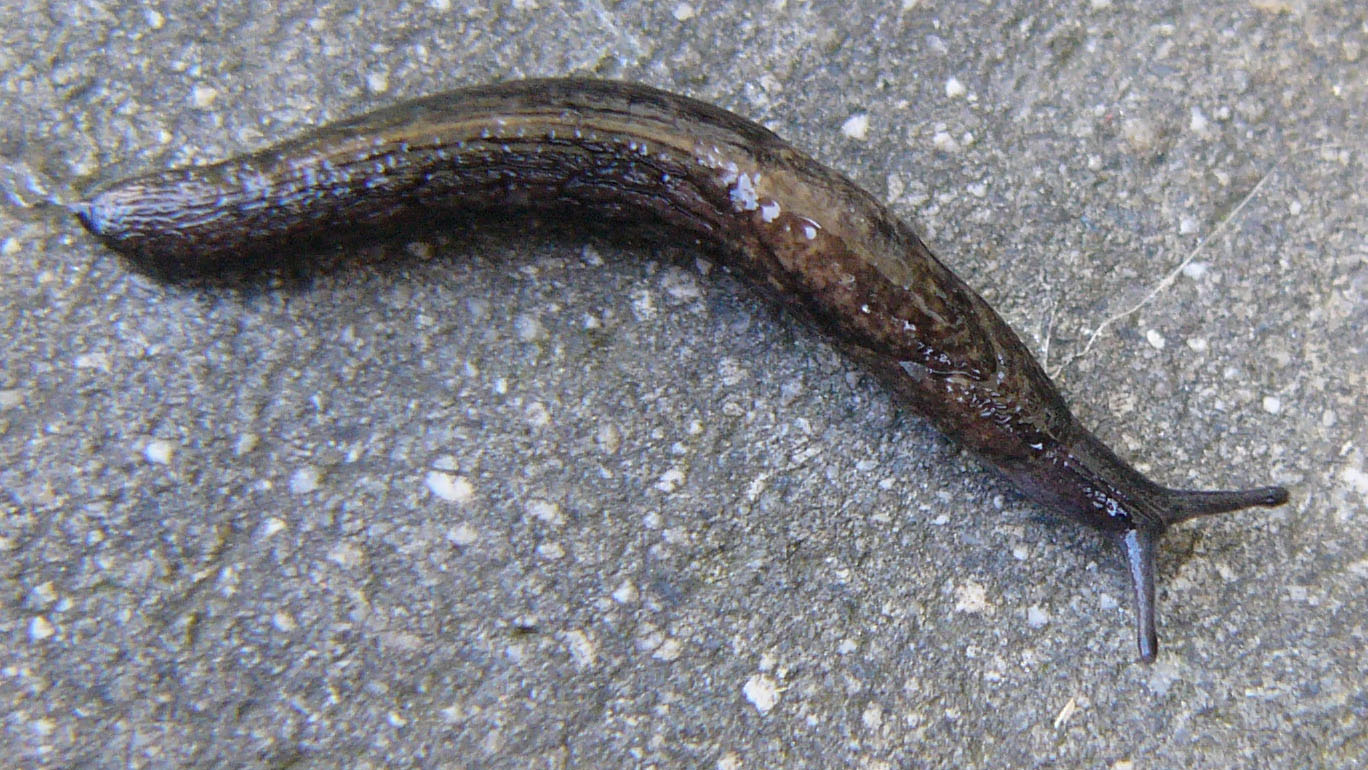
Slanke kielnaaktslak met een licht gekleurde kiel op de rug

planten
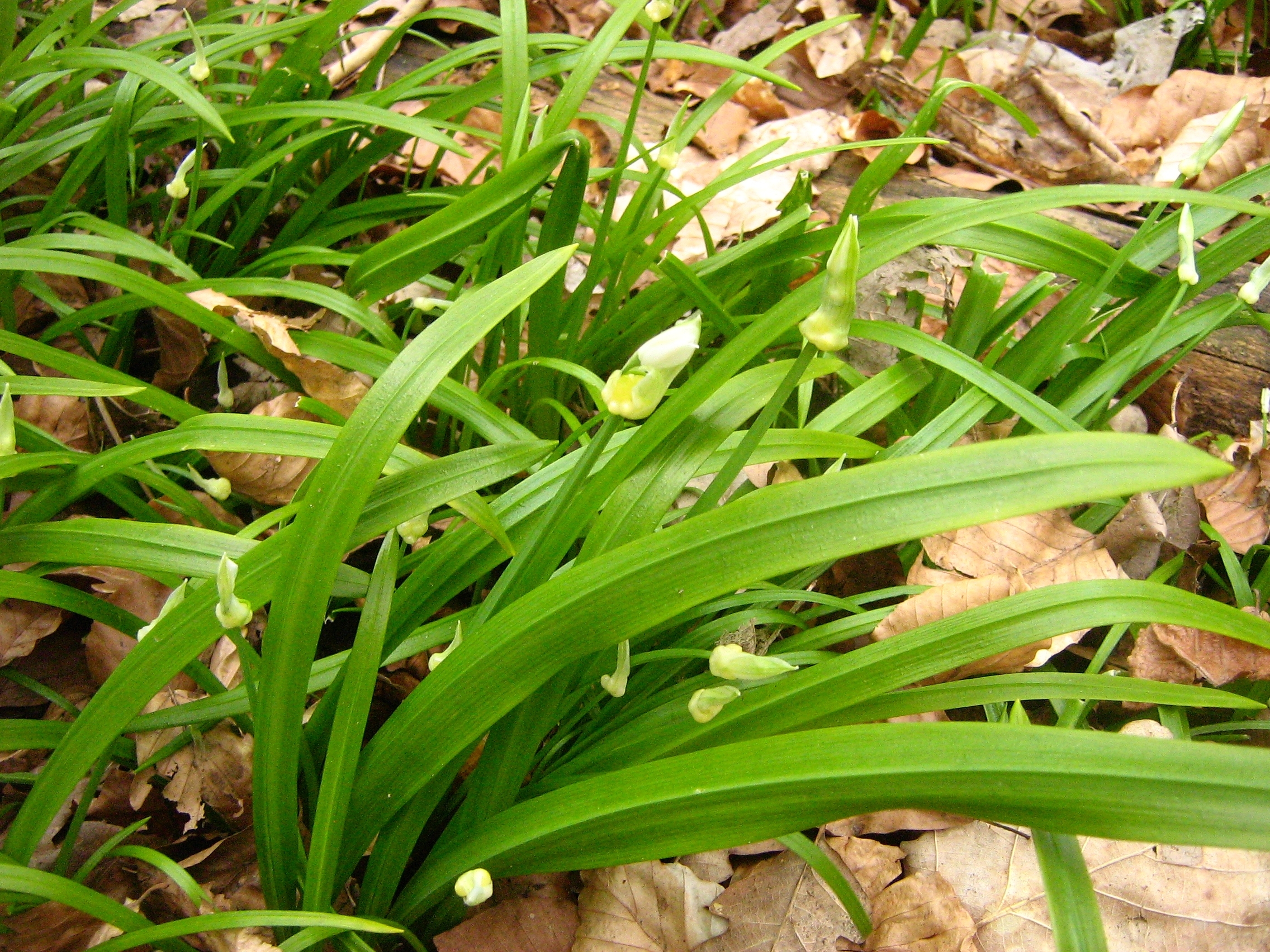
Gekield blad van armbloemig look
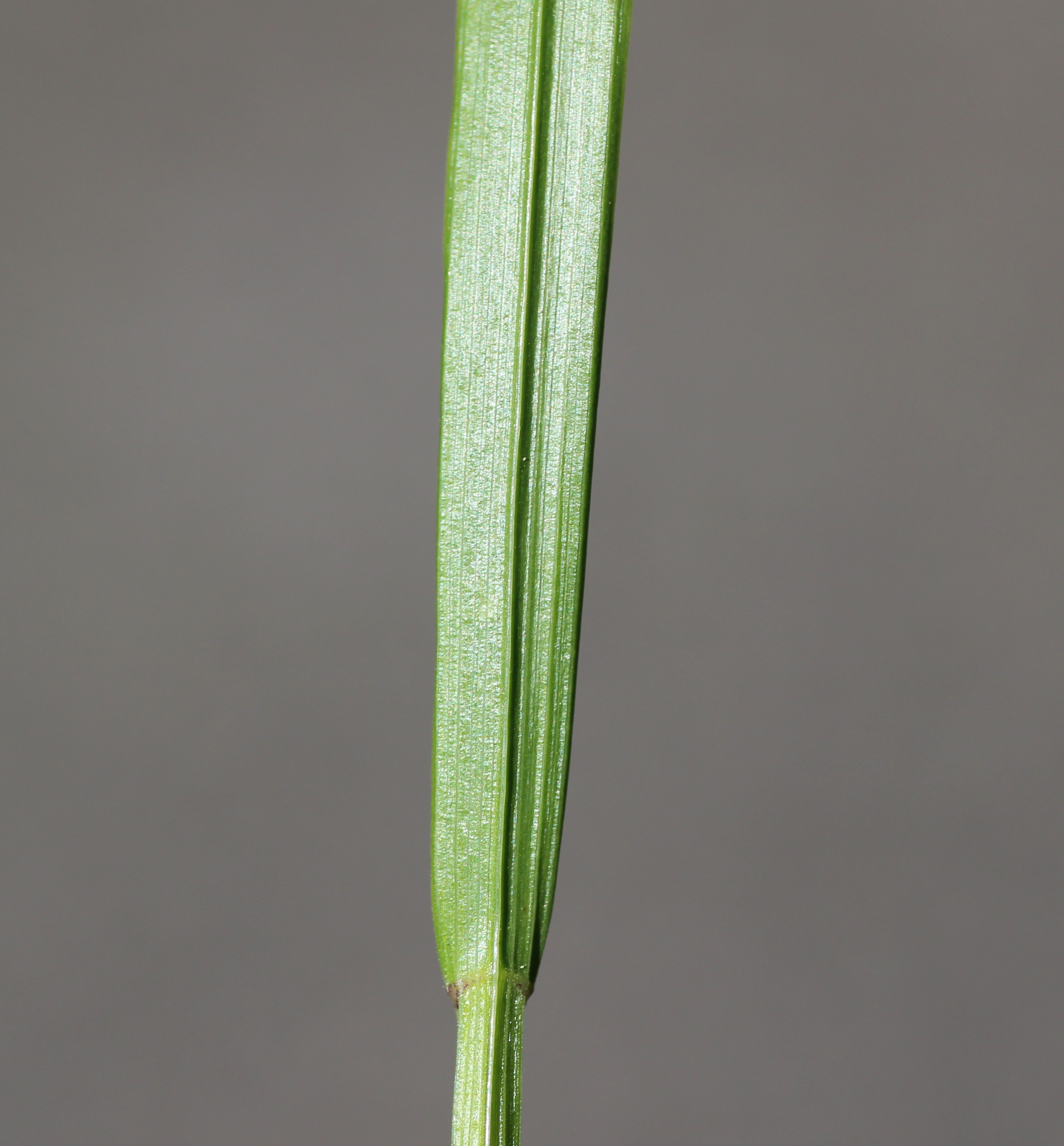
Gekield blad van knikkend parelgras
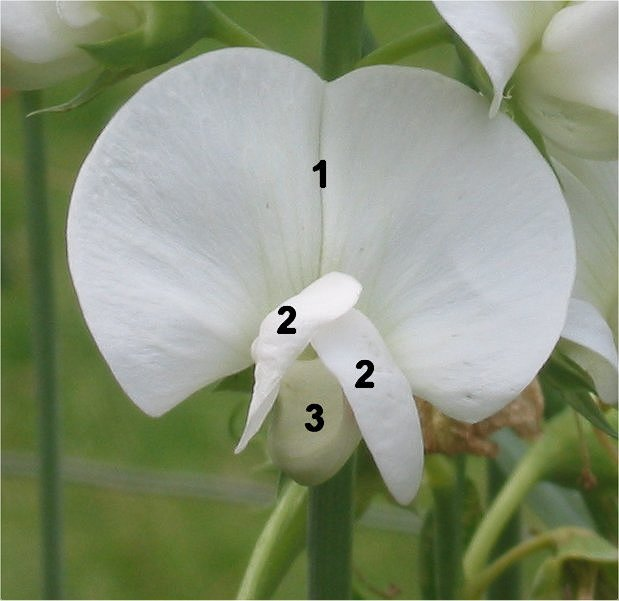
Vlinderbloemige bloem: 1 = vlag; 2 = zwaarden; 3 = kiel